# Bošnjačko-hrvatski sukob: Sarajevo
██ HVO
██ HVO osvojio od ARBiH
██ VRS
██ VRS osvojila od ARBiH
██ ARBIH
██ ARBiH osvojila od HVO
██ HVO - HZ Soli - bez oružanog sukoba. HVO se sam raspustio, teritorij preuzela ARBiH
██ HVO Bihać - bez oružanog sukoba. Skupa s ARBiH.
██ HVO Sarajevo - HZ Vrhbosna - bez oružanog sukoba. ARBiH prisilno ukinula HVO.
Bošnjačko-hrvatski sukob na području Sarajeva s bližom okolicom bio je jedan od manje poznatih mjesta ovog sukoba.[tko kaže?] Glavnina se zbila prije glavnih bitaka tog sukoba na području Srednje Bosne i u Hercegovini. Sukob je bio manjeg i promjenjivog intenziteta.

## Pozadina
Politička situacija 1992. godine odrazila na odnose Muslimana, Srba i Hrvata u tvornici oružja Zrak, jer po količini vojne opreme jednoj od najvećih tvornica oružja u Sarajevu koja je između ostalog radila remont tenkova M-84 kao i remont ciljničkih sprava za taj model tenka. Srbi su se nastojali domoći naoružanja iz tog poduzeća. Hrvati i Muslimani-Bošnjaci nisu dopustili. Poslije su postajale sve izraženije trzavice između Hrvata i Muslimana u političkom smislu unutar tvornice.
Tijekom velikosrpske agresije na BiH srpske su postrojbe 12. i 14. svibnja 1992. pogodile stupsku crkvu nekolicinom zapaljivih projektila. Crkva je u potpunosti izgorjela i od nje su ostali samo samo nagorjeli zidovi, grede i klupe. Od izgaranja su preživjeli neki svetački kipovi i srećom je sačuvana zavjetna Gospina slika. U isto je vrijeme su srpski ekstremisti pogodili iz teškog naoružanja i razorili novosagrađeni samostan sestara karmelićanki u Azićima. Prethodno su samostan opljačkali muslimanski ekstremisti.
Svibnja 1992. HVO je držao organiziranu obranu na području Mejtaš, Marijin Dvor, Novo Sarajevo, Stup i Pofalićima. Bio je jedina prava multietnička vojska zato što su u njegov sastav pristupili Srbi i Muslimani. Međutim, Armija BiH sprovodila je već razvidno ranije pripremljenu agendu eliminiranja Hrvata i prisvajanja Sarajeva samo za sebe. Političkim i vojnim putem ukinula je područje odgovornosti HVO-a na Stup, posljedica čega je bio egzodus Hrvata koji su na Stupu većinski narod.

## Prvi napadi
19. srpnja 1992. HVO sa Stupa je priopćio da su njihovi čelnici toga dana fizički napadnuti od strane Vojne policije Armije BiH. 21. srpnja - Armija BiH krenula u akciju razbijanja agresorskih snaga u Nedžarićima, koja nije okončana uspjehom. Na kolegiju GŠ kao jedan od razloga za neuspjeh ove akcije navodi se neblagovremno uključenje snaga HVO-a Velimira Marića. Kasnije optužbe o neuključivanju i nebranjenju Sarajeva[koje?] pokazale su[tko kaže?] da su izvješća Armije BiH netočna i s ciljanom namjerom omalovažavanja[tko kaže?] Hrvata. 23. srpnja - Povodom nesporazuma koji su se javili u odnosima Hrvatskog vijeća obrane i Armije Republike Bosne i Hercegovine, na Stupu je održan sastanak između najviših dužnosnika HVO-a Stup i predstavnika GŠ Armije BiH. 29. kolovoza - U priopćenju za javnost HVO sa Stupa izrekao svoje stajalište o postavljanju hrvatskih kadrova u redove Armije Republike Bosne i Hercegovine.[nedostaje izvor]
VOS GS HVO 22. srpnja 1992. izvijestio je da je bilo problema u odnosima između zapovjedništava HVO i muslimanskih snaga TO.
HVO je bio podijeljen unutar sebe, između Velimira Marića koji je vodio HVO na Stupu, te Marinka Pejića koji je vodio HVO na području općine Novo Sarajevo. Slavko Zelić se rujna 1992. pridružio HVO-u i izabran je zapovjednikom sarajevskog HVO-a. Poduzeo je aktivnosti radi organiziranja ustroj jedinstvenog HVO-a u Sarajevu u rujnu 1992. godine. Mediji iz Sarajeva koje je nadzirala muslimanska vlast prozivala je Velimira Marića jer je odbijao priključiti HVO Teritorijalnoj obrani (kasnije Armiji BiH).
Protuhrvatska propaganda intenzivirala se kasnog ljeta 1992. godine. Mediji Muslimana puštali su dezinformacije, poput izmišljotine da su HVO i četnici održali zajedničku tiskovnu konferenciju u Kiseljaku. Veoma česte su provokacije prema Hrvatima, noćna ubojstva, oružani napadi na snage HVO i optužbe za šurovanje s četnicima. 21. rujna 1992. snage Armije BiH smišljeno su napale položaje HVO-a. Scenarij su unaprijed razradile. Ušle su na područje Stupa, ubijali Hrvate, pljačkali i palili hrvatske kuće. Da bi prikrili svoj napad, zatim su pucali na četničke položaje, radi insceniranja napada na Stup četnika, niških specijalaca i srpskih oklopno-mehaniziranih snaga i njihov prodor na na šire područje Stupa. Srbi su logično reagirali na muslimansku paljbu. Stvorio se privid srpskog napada na Stup. Četnici su nastavili napad. Masakr koji su počinili Muslimani nastavili su četnici. Opljačkali su i popalili sve kuće u Barama, inače čisto hrvatskom naselju.[nedostaje izvor] Kroz kuće su srpske snage prošli tenkovima i iza njih su ostajale ruševine, pregažena tijela i zgarišta. Ovako je Armija BiH postigla cilj da u zajedničkom djelovanju s četnicima napravi pokolj na hrvatskom prostoru.
Vojnu akciju 21. rujna 1992. popratila je muslimansko-bošnjačka zlobna propaganda. Okrivili su Hrvate i HVO "da neće da brane Stup". VOS GS HVO očekivao je da će muslimanske snage vjerojatno primijeniti ovakav scenarij i na Kiseljaku pa i njega uvući u rat i izložiti velikim razaranjima kao i Stup. Cijelo se vrijeme u muslimanskim sarajevskim medijima propagira građanska Republika kao sveti cilj Armije BiH, ne ostavljajući prostora nikakvoj drugoj opciji i ne vodeći računa odredbama sporazuma o prjateljstvu i suradnji između Hrvatske i BiH što jasno kazuje[tko kaže?] da muslimanski BiH političari nisi ni mislili ozbiljno realizirati njegove odredbe.
VOS GS HVO izrazio je zabrinutost da bi oružani sukobi mogli eskalirati dalje po Srednjoj Bosni, Jablanici, Konjicu i Mostaru. Na Hrvatsku nisu mogli računati jer još uvijek nije bila dovoljno naoružana. Na ključnim južnim komunikacijama nije mogla pomoći, jer je Hrvatska još uvijek bila razdijeljena kopneno kod Maslenice, a pobunjeni Srbi bili su nadomak Zadra, Šibenika, prijetili su rušenjem Perućke brane, kod Dubrovnika Hrvatska je stalno bila izložena riziku ofenzive Vojske Republike Srpske, mogućeg ponovnog uključivanja Crne Gore u ratna djelovanja, a međunarodne sankcije protiv Srbije i Crne Gore još nisu dovoljno postigle učinak.

## Eskalacija
Krajem prosinca 1992. godine bio je sastanak u sjedištu Prvog korpusa Armije BiH. Tadašnji zapovjednik Armije BiH general Sefer Halilović pozvao je zapovjednika brigade HVO Kralje Tvrtko Slavka Zelića na taj sastanak. Sudjelovali su svi zapovjednici Armije BiH ranga zapovjednika brigada i korpusa. Na sastanku se govorilo o ratnim ciljevima Armije BiH. Nakon dugog govora i sastanka Sefer Halilović je uskliknuo „Naš barjak će se viti u Pločama!“ Halilović je poslije opovrgnuo takvu izjavu te govorio „kako se radilo u humoru“. Budući tijek događaja u ratu i poslije rata pokazao je da je taj usklik bio stvarna nakana muslimansko-bošnjačkog vodstva. 
General Sefer Halilović je u narednom razdoblju i medijski napadao brigadu „Kralj Tvrtko“.
Krajem 1992. i početkom 1993. godine zahlađuju bošnjačko-hrvatski odnosi i dolazi do krvavog sukoba. U Sarajevu ne dolazi do sukoba između Hrvata i Bošnjaka, ali se krajem 1993. Sarajevski HVO prisilno ukida.
HVO brigada Kralj Tvrtko bila je jedina organizirana postrojba Hrvata. Cijelo su vrijeme bili izloženi pritiscima, omalovažavanjima i klevetama,[nedostaje izvor] čime se okretala muslimanska javnost protiv Hrvata i HVO. Sefer Halilović je u sarajevskom Oslobođenju izjavio 7. veljače 1993. da ta brigada HVO od 1400 ljudi sudjeluje u obrani Sarajeva s tek 50 do 60 ljudi i da tako podlo[tko kaže?] izbjegavaju borbu. Time je dodatno pojačao netrpeljivost prema HVO i Hrvatima općenito.[tko kaže?] Sve se to osjetilo kroz socijalne, stambene i ostale potrebe Hrvata.[nedostaje izvor] Postajali su građani drugog reda.[tko kaže?] 
Ožujka 1993. izbjeglice i beskućnici s područja Otesa i Stupa napustili su Sarajevo. Caritasove procjene bile su da je tad u Sarajevu 25.000 Hrvata, koji sve teže žive u odnosu na Muslimane. Zapovjednik brigade HVO Kralj Tvrtko Slavko Zelić opovrgnuo je na televiziji Halilovićeve izjave, čime su posljedice opasne Halilovićeve izjave nešto ublažene, ali šteta je već bila nanesena. Hrvati su natprosječno bili zastupljeni u obrani i po žrtvama. Za kvalitetniju obranu trebala su im materijalno-tehnička sredstva, ali Armija BiH određena sredstva uopće nije dostavljala.
U prvoj polovini 1993. u HVO-u je od 2.200 vojnika, bilo 75 posto Hrvata, 12 posto Muslimana-Bošnjaka, 8 posto Srba i 5 posto ostalih. Znatan broj Muslimana-Bošnjaka napustio je brigadu izbijanjem hrvatsko-muslimanskog rata, ali i zato što sarajevski HVO nije bio prihvatljiv za muslimansko političko i vojno vodstvo u Sarajevu.
Svibnja 1993. VOS izvijestio da je u Sarajevu konačni obračun s pripadnicima HVO-a izražen svim vrstama napada i pljačke od strane muslimanskih ekstremista. Prvi korpus ABiH, čije je sjedište u Sarajevu, izdao je zapovijed o protjerivanju postrojbi HVO-a. Primjetno je da su dovukli svoje snage iza leđa hrvatskim snagama na crtama.
Svibnja 1993. bio je niz događaja i okolnosti koji su vodili do pogoršanje odnosa s muslimanima.  Za ovo pogoršanje isključivo je odgovorna snosila muslimanska strana.
Srpnja 1993. zabilježeno je nasilničko ponašanje vojnika Armije BiH nad 130 bojovnika HVO-a, dva pripadnika HVO-a su ubijena, a jedan je nestao. Kolovoza 1993. HVO je dokumentirao i popisao nasilja pripadnika Armije BiH nad pripadnicima sarajevskog HVO-a. Alija Izetbegović je zaprijetio preko Zapovjedništva Prvog korpusa Armije BiH HVO-u. Brigadi Kralj Tvrtko 22. rujna uputio je ultimatum o povlačenju brigade, predaji položaja u gradu i ulasku brigade u sastav 1. korpusa Armije BiH. Nažalost, i određeni hrvatski političari u Sarajevu željeli su da sarajevski HVO uđe u sastav Armije BiH te su pritiskali vodstvo HVO-a.
Listopada 1993. sarajevski HVO je još držao svoje područje odgovornosti koje je bilo na potezu od Vrbanje mosta, duž Miljacke do Elektroprivrede BiH, te cijelom dužinom prema Grbavici koju su držali Srbi.[nedostaje izvor]
3. listopada 1993. predsjednik HR Herceg-Bosna mr. Mate Bobana zapovjedniku UNPROFOR-a generalu Briquemontu u pismu je naveo da su HVO i brigada "Kralj Tvrtko" iz Sarajeva samostalni spolitički i vojni subjekti hrvatskog naroda u Sarajevu i da je ultimatum 1. korpusa muslimanske vojske, da im prepuste svoje položaje, flagrantna je povreda autonomnog prava na obranu Hrvata u Sarajevu s nesagledivim posljedicama.
Krajem listopada listopada 1993. godine zaoštrili su se odnosi između sarajevskog HVO-a i Prvog korpusa Armije BiH. Muslimansko političko vodstvo pripremalo se za gašenje sarajevskog HVO-a. No još polovicom tog listopada iz 1. korpusa ABiH pohvalili su HVO za suradnju. Pohvala nije bila iskrena, nego zavaravanje slabijeg ratnog saveznika kojem su spremali izdaju.
HVO je tražio svoju zonu odgovornosti, ali političko ozračje koje je tada vladalo u gradu, to nije dopuštalo.
Zapovjedništvo I. korpusa Armije BiH, na sveopće iznenađenje hrvatskih kadrova u Sarajevu, u studenom 1993. godine, priopćilo je odluku o ukidanju Stožera HVO-a Sarajevo i preimenovanju HVO brigade Kralj Tvrtko u Hrvatsku brigadu Kralj Tvrtko, u sastavu tog korpusa Armije Republike Bosne i Hercegovine.
6. studenoga 1993. GO HDZ Sarajevo uputio je priopćenje europskoj i svjetskoj javnosti da je tog dana u 6 sati ujutro izvršena agresija od strane pripadnika 1. korpusa ABiH, koju su sproveli uz zapovijed vrhovnog štaba ABiH. Napali su HVO istovremeno, vrlo podmuklo i na nekorektan način. Napad je bio na sve ljude, straže, objekte i obrambene crte u Sarajevu koje su držali pripadnici HVO. Napadača je bilo u odnosu 10:1. Razoružali su sve straže i zapovjedništvo HVO. Posebne postrojbe 1. korpusa ABiH, kojoj je povjerena zadaća u objektima HVO, ostavila je vidne tragove vandalizma. "Fizički su maltretirani pripadnici HVO, pojedincima su silom gurane pištoljske cijevi u usta, drugima su opet u usta gurana metalna hrvatska i vjerska znamenja da ih gutaju. Gažene su hrvatske zastave, uništena su sredstva veze, polupana vrata prostorija, opljačkana riznica, otuđeni ili uništeni prehrambeni artikli iz kuhinje i skladišta, oduzeti su svi papiri od vrijednosti i svo prateći dokumenti HVO. Sve je ovo urađeno da se zastraši hrvatski narod[tko kaže?] i na taj način da se kao konstruktivan natjera na poslušnost[tko kaže?]." Naglasili su iz GO HDZ da je ovo ABiH napravila u situaciji totalne blokade grada, čak i UNPROFOR-a. S obzirom na to da je 15 dana prije zapovjednik 1. korpusa ABiH Karavelić pohvalio HVO za doprinos Hrvata u obrani grada i za izuzetno dobru suradnju, postupak oko "reorganizacije" zapovjedništva Kralj Tvrtko ne samo da je bio ispod dostojanstva[??] i profesionalno urađenih vojnih poslova, nego je to bilo izražavanje mržnje[tko kaže?] prema svim znamenjima hrvatskog naroda.
Tog 6. studenoga Specijalne postrojbe MUP i Vojne policije Prvog korpusa Armije BiH upale si u vojarnu sarajevskog HVO-a u školi Alija Alijagić, u prostorije Glavnog stožera HVO-a Sarajevo i sjedište Vojne policije HVO-a Sarajevo. Članovi Vijeća i Zapovjedništvo Brigade zatražili su status ratnih zarobljenika, jer su bili svjesni da će postrojbe Armije BiH ugušiti sarajevski HVO. Taj napad Armije BiH i MUP-a BiH na sarajevski HVO, u čijem sastavu je bila brigada „Kralj Tvrtko“ izvršili su temeljem zaključka Predsjedništva BiH o transformaciji HVO-a i njegovom uključivanju u postrojbe Armije BiH, čime je sarajevski HVO prestao postojati.
Zapovjedništvo I. korpusa Armije BiH, na sveopće iznenađenje hrvatskih kadrova u Sarajevu, priopćilo odluku o ukidanju Stožera HVO Sarajevo i formiranju Hrvatske brigade Kralj Tvrtko, u sastavu tog korpusa Armije BiH.
Velik broj pripadnika HVO-a nije se pomirio s tom odlukom te je pokušao izaći iz Sarajeva. Zarobila ih je Vojska Republike Srpske. Odvela ih je u zarobljeničke logore. Na Grbavici su naišli na pofaličke Srbe protiv koji su ratovali. Zarobljene pripadnike HVO odveli su na ispitivanje. Ako su bili Hrvati, dopao ih je radni vod za sječu šume na Romaniji, ako su bili Srbi ili Jugoslaveni ili iz miješanog braka, dopalo ih je držanje položaja kod židovskog groblja, oni koji su se baš borili protiv Srba otpremljeni su u logor Kulu. S radova u šumi nisu se svi vratili živi, a zatočenici u logoru pretrpjeli su teške psihofizičke traume.[nedostaje izvor] Ostalo je tajnom koliko (ni)su iz obližnjih teritorija pod nadzorom HVO zatražili razmjenu ili otkup tih zarobljenika.[nedostaje izvor]
Zločinački[tko kaže?] pothvat protiv Hrvata nije stao s gašenjem brigade. Progon je trajao. Pripadnike HVO-a skupa sa zapovjedništvom brigade Armija BiH zarobila je. Zapovjednika Slavka Zelića zatočila je u zatvoru. Protiv njega su muslimansko-bošnjačke vlasti organizirale montirani sudski proces.
U prosincu 1993. je zbog vrlo teške situacije većina sarajevskih Hrvata je prihvatila naziv hrvatske brigade „Kralj Tvrtko“ koja je djelovala u sastavu Armije BiH. Za takvo odvijanje radnej glavni i odgovorni krivci su Stjepan Kljuić i Ivo Komšić, koji su se priklonili politici Alije Izetbegovića.
Nakon što je sarajevski HVO bio stavljen pod zapovjedništvo ARBiH dolazi do masovnog napuštanja Sarajeva kako pripadnika HVO-a, tako i civilnoga hrvatskog stanovništva. Uhićenje i razoružavanje pripadnika postrojbi sarajevskog HVO-a prelilo je čašu. Naime, poznato je daje nakon tog događaja nastupio najveći egzodus Hrvata iz Sarajeva.

## Posljedice
Obustavom neprijateljstva između Hrvata i Muslimana-Bošnjaka nakon potpisivanja Washingtonskog sporazuma 18. ožujka 1994. nije završila agonija[esejski] sarajevskih Hrvata. Zapovjednik HVO-a Sarajevo Slavko Zelić razmijenjen je u Mostaru tek 29. ožujka 1994. godine, pod nadzorom UNPROFORA.
Za razliku od drugih stradalnika rata koji su bili pripadnici HVO-a, sarajevski razvojačeni branitelji iz HVO-a nisu sasvim niti zadovoljavajuće riješili svoja prava. Ni 2011. još nije bio realiziran projekt izgradnje spomenika poginulim pripadnicima sarajevskog HVO-a, premda su za obranu grada Sarajeva svoje živote dala 102 pripadnika Hrvatskoga vijeća obrane. Idejni projekt spomenika napravio je Dane Vuković, građevinski inženjer koji je također bio pripadnik sarajevskog HVO-a. Čeka se još samo na urbanističku dozvolu. Spomenik bi se trebao izgraditi na lokaciji općine Novo Sarajevo, između župne crkve Presvetoga Trojstva i salona Šipad.